# Schloss Saareck

Logo

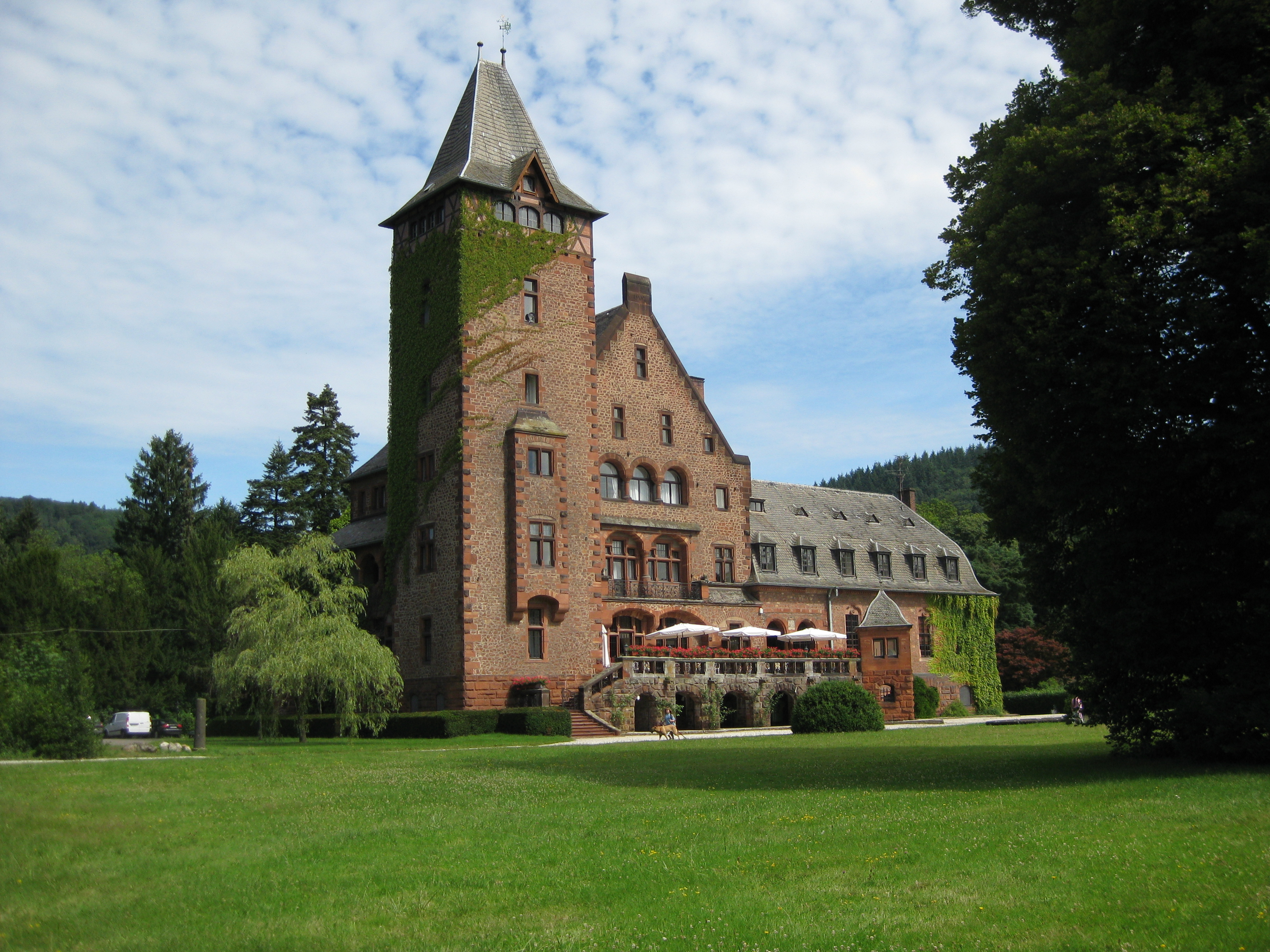
Schloss Saareck, Blick von Südosten

Das Schloss Saareck ist ein schlossähnliches Anwesen im saarländischen Mettlach, das 1902 im Stil des Historismus errichtet wurde. Es befindet sich als heutiges Gästehaus im Besitz der Firma Villeroy & Boch, deren Eigentümer es dereinst auf der Gemarkung „Saarecks Ländchen“ errichten ließen.

## Geschichte

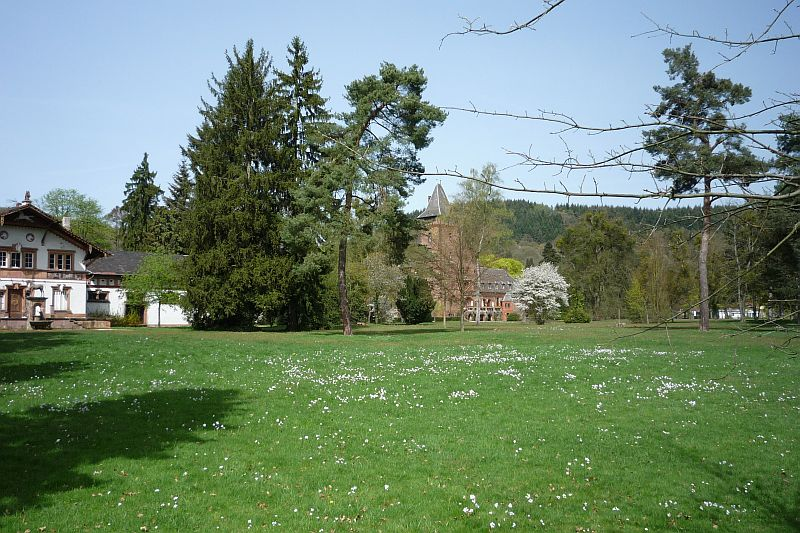
Parkanlage mit Schloss, links im Bild das alte Gestüt

Der Keramikfabrik Villeroy & Boch gegenüber, am anderen Ufer der Saar, liegt die Gemarkung „Saarecks Ländchen“, eine Grünfläche im ehemaligen Ort Keuchingen. Der damalige Firmenleiter von Villeroy & Boch und spätere Bürgermeister Mettlachs, Eugen von Boch (1809–1889), erwarb den Grund und ließ ihn, der Mode der Zeit folgend, von dem Münchner Gartenarchitekten Carl Ludwig Seitz (1792–1866) im Jahr 1851 zu einem Englischen Landschaftsgarten gestalten. Dazu ließ er auch mehrere Bäume pflanzen, die heute noch markante Orte im Park bilden. Vier Jahre später folgte hier auch ein Gestüt, dessen Gebäude noch heute existieren und der Parkverwaltung dienen.
Sein Enkel Luitwin von Boch-Galhau (1877–1932), Generaldirektor von Villeroy & Boch von 1917 bis 1932, plante gleich nach seiner Heirat mit Adeline Freiin von Liebieg (1880–1932) im Jahre 1901 die Errichtung einer großen Villa in diesem Park. Der namhafte Kölner Architekt und Dombaumeister Ludwig Arntz wurde mit dem Bau beauftragt, dessen Grundsteinlegung am 5. Juli 1902 erfolgte. Im Jahr darauf konnte das Schloss Saareck bezogen werden. 1911 und 1912 wurde durch den Architekten Eugen Schmohl noch ein großer Anbau angefügt. Nach einigen Quellen soll das Schloss an die Architektur des Schloss Liebieg im Moselort Kobern-Gondorf angelehnt sein, dem Stammsitz der Familie Liebieg.

## Architektur
Der Sandsteinbau besitzt eine dreigeteilte Schaufassade zur Saar, wobei der Hauptbau über drei Geschosse und einen hohen Dreiecksgiebel verfügt. Markantester Teil des Baus ist der quadratische sechsgeschossige Turm, dessen oberstes Stockwerk aus Fachwerk besteht. Daneben gibt es einen eingeschossigen, lang gestreckten Anbau mit Mansardwalmdach und dreieckiger Auslucht. Eckquaderungen gliedern das Gebäude. Zur Saar hin befindet sich eine vorgelagerte Terrasse mit Steinbalustrade. Kacheln aus eigener Produktion wurden im Inneren als Wandzierde angebracht. Integriert ist auch ein herrschaftlicher Saal mit vertäfelten Wänden, der als Raum für Bankette genutzt wurde. Heute dienen auch weitere Zimmer als Treffpunkte.
Das 1854 erbaute Gestüt besteht aus einem zweigeschossigen Kernbau und niedrigen Seitenflügeln. Der Putzbau ist reich verziert. So besitzen die profilierten Fensterlaibungen statt eines Schlusssteins einen Pferdekopf. Ein Sohlbankgesims im Obergeschoss wird in den Seitenflügeln zu einem Traufgesims. Darunter liegt im Hauptbau ein Sandsteinfeld mit Pferdemalereien, Im Giebelfeld befinden sich Pferdekopfreliefs. Dem Gebäude ist eine repräsentative Terrasse vorgelagert.

## Heutige Nutzung

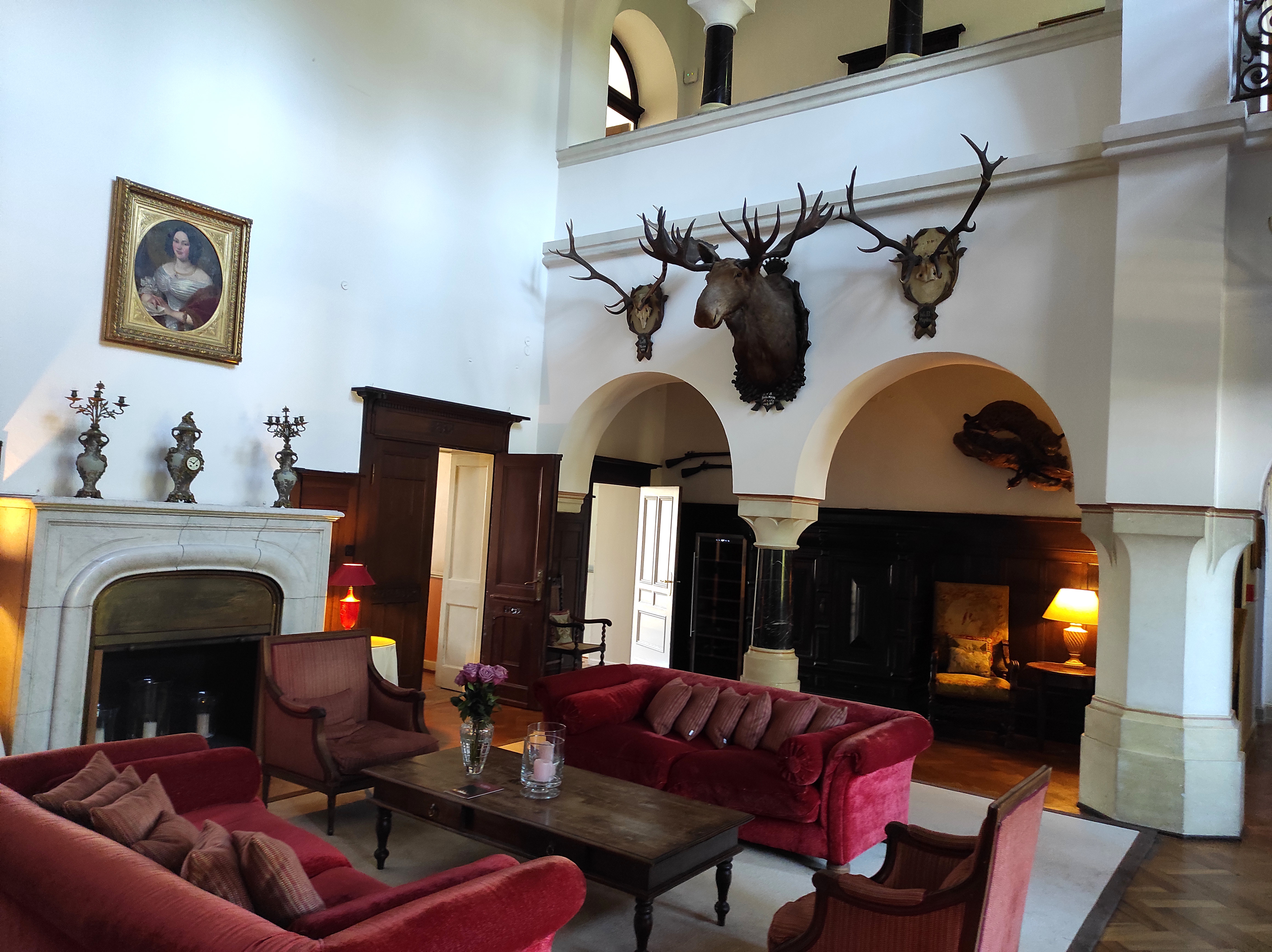
Das Kaminzimmer

Bis zur Mitte des Zweiten Weltkriegs diente das Gebäude als Wohnsitz der Familie des zweitältesten Sohnes Luitwin Maria von Boch-Galhau (1906–1988). Er ließ kurz vor seiner Einberufung im Mai 1942 das Schloss zu einem Lazarett mit großem roten Kreuz auf dem Dach umfunktionieren und bewahrte es somit vor der Zerstörung. Gleich nach dem Krieg wurde das Schloss für einige Monate von den französischen Besatzungstruppen als Verwaltungsgebäude genutzt. Ab 1946 diente es als Wohnort ausgebombter Firmenarbeiter sowie geflüchteten Mitglieder der Familie von Boch. 1954 überführte Luitwin von Boch sein Elternhaus Schloss Saareck in den Besitz der Firma Villeroy & Boch, die es heute als repräsentatives Gästehaus nutzt und es auch als öffentliches Hotel und Veranstaltungsstätte betreibt.
Im März 2018 traf sich hier der damalige Bundespräsident Steinmeier mit der saarländischen Gründerszene.